# Tchouïa
Pour les articles homonymes, voir Tchouïa (homonymie).
La Tchouïa (en russe : Чуя) est une rivière de Sibérie occidentale en Russie, longue de 320 km affluent droit de la Katoun, donc sous-affluent de l'Ob. La rivière a donné son nom à un massif, les Alpes de la Tchouïa, et ses deux chaînons (Tchouïa du Sud et du Nord), à une steppe et à une route.

## Géographie
Elle coule dans la république d'Altaï. Son bassin versant a une superficie de 11 200 km2. Elle prend sa source au mont Askhatin-Dabani-Kiar à la frontière de la Mongolie.
Pendant les périodes glaciaires, le cours de la rivière était bloqué au niveau du village d'Aktach par des glaciers latéraux. Le lac ainsi formé et sa vidange brutale ont contribué à façonner la vallée.

## Hydrométrie - Les débits mensuels à Tchagan-Ouzoun
Le débit de la Tchouïa a été observé pendant 26 ans (durant la période 1959-1989) à Tchagan-Ouzoun, localité située à 175 kilomètres de son embouchure dans la rivière Katoun.
Le débit inter annuel moyen ou module observé à la station de Tchagan-Ouzoun durant cette période était de 24,2 m3/s pour une surface de drainage de 8 180 km2, soit environ 73 % du bassin versant de la rivière qui en compte 11 200.
La lame d'eau écoulée dans ce bassin versant se monte ainsi à 93 millimètres par an, ce qui peut être considéré comme médiocre, et résulte de la faiblesse des précipitations enregistrées dans ce bassin.
Les hautes eaux se déroulent en été, de juin à août, avec un pic en juillet. Dès fin août, le débit baisse fortement, et cette baisse se poursuit tout au long de l'automne, de septembre à décembre. Ceci constitue le début de la période des basses eaux. Celle-ci a lieu de novembre à avril inclus, et correspond aux gelées intenses qui s'abattent sur toute la Sibérie.
Le débit moyen mensuel observé en février (minimum d'étiage) est de 5,07 m3/s, soit plus ou moins 7,5 % du débit moyen du mois de juillet, maximum de l'année (67,9 m3/s), ce qui montre une amplitude des variations saisonnières plutôt modérée pour la Sibérie.
Ces écarts peuvent être cependant plus importants d'après les années : ainsi sur la durée d'observation de 26 ans, le débit mensuel minimal a été de 2,75 m3/s en février 1967, tandis que le débit mensuel maximal s'élevait à 124 m3/s en juillet 1969.
En ce qui concerne la période libre de glaces (de juin à septembre inclus), le débit mensuel minimal observé a été de 11,0 m3/s en septembre 1977, ce qui restait très appréciable comparé au débit moyen.

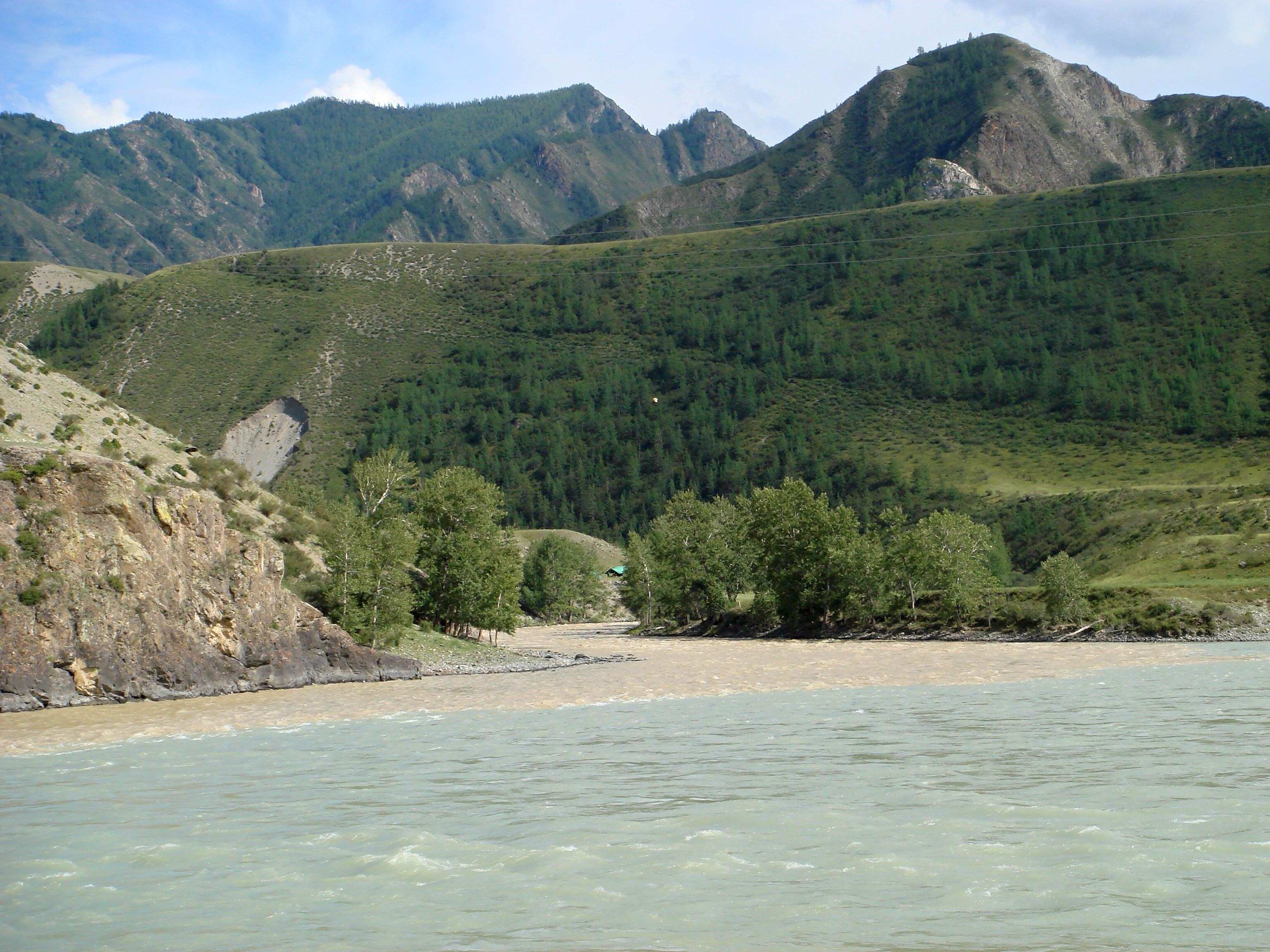
Confluence de la Tchouïa avec le Katoun